# Neuer Pferdemarkt

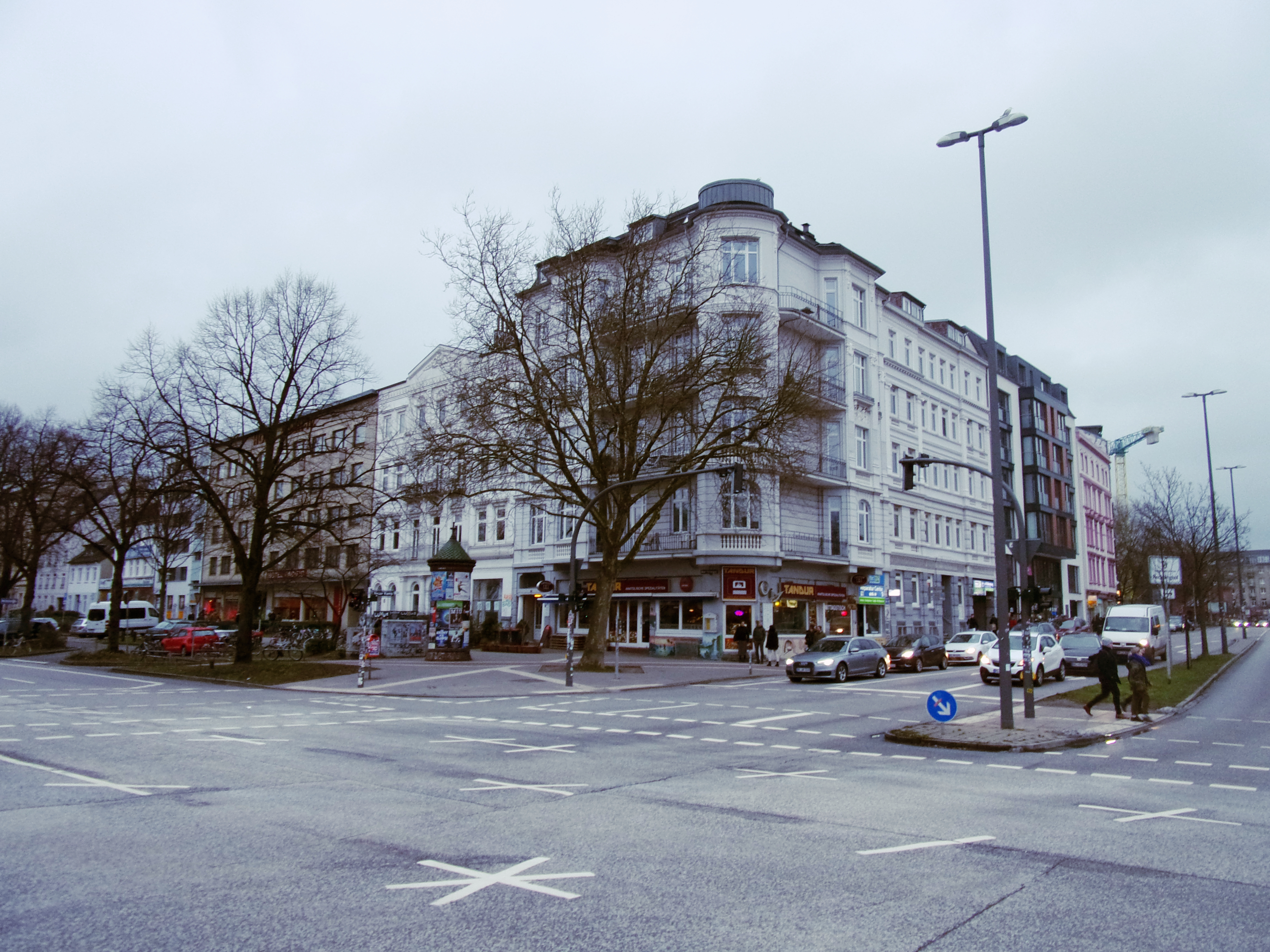
Ensemble Neuer Pferdemarkt 32-33 Ecke Neuer Kamp 1

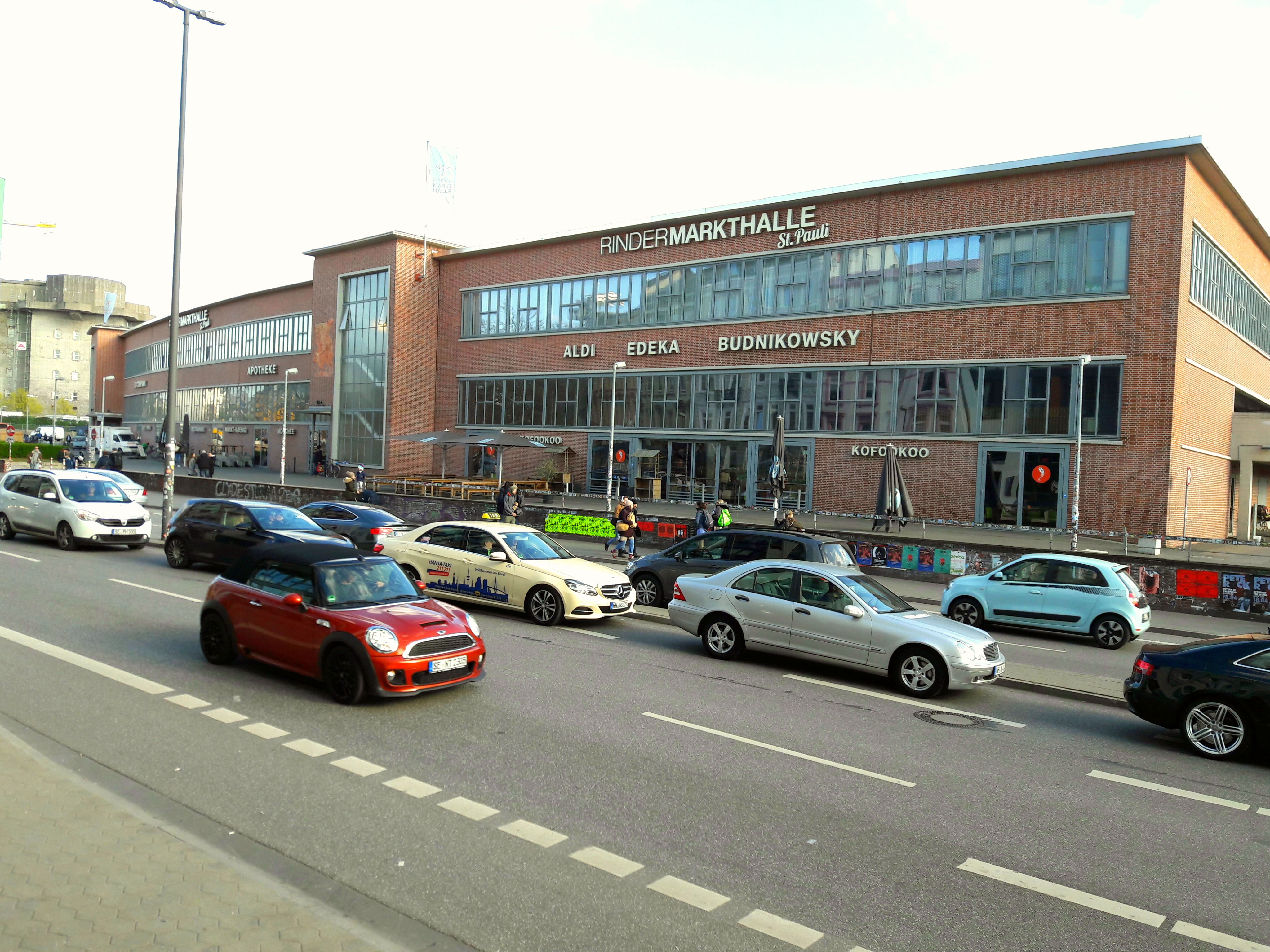
Vormalige Zentralviehmarkthalle

Der Neue Pferdemarkt ist eine Straße und ein daran anliegender Platz im Hamburger Stadtteil St. Pauli.

## Lage
Das heutige Gelände des Neuen Pferdemarktes hat in etwa die Form eines langgezogenen Dreiecks mit einer etwa 100 Meter breiten Basislinie im Süden und einer 350 Meter weiter nördlich gelegenen Spitze an der Ecke Schulterblatt und Schanzenstraße. An der nordwestlichen Ecke des Platzes grenzt die Stresemannstraße und an der südöstlichen die abzweigende Straße Neuer Kamp sowie die Nordwest-Ecke des Heiligengeistfelds an, auf deren letzterer die über einen Hektar große frühere, denkmalgeschützte Zentralviehmarkthalle steht.
Die östliche Seite des Platzes sowie das quer von dieser abgehende, kurze südliche Straßenstück bilden den Straßenzug „Neuer Pferdemarkt“, in den die Budapester Straße von Süden einmündet und mit ihrer großen Breite dabei den gewinkelten Straßenverlauf „Neuer Pferdemarkt“ unüberschaubar unterbricht.
An der westlichen Seite befindet sich, nach dem früher dort gelegenen Wirtshaus benannt, die Straße „Beim Grünen Jäger“; eine Verlängerung der „Jägerstraße“ (heute Wohlwillstraße).
Durch diese verlief bis 1938 die damalige Grenze zwischen den beiden Städten Altona/Elbe und Hamburg, die im Norden in die Schanzenstraße hinein und im Süden in Richtung zum Nobistor verlief. Dieser Grenzverlauf ist noch heute mit Grenzsteinen markiert, die in das Gehwegpflaster vor den Häusern Beim Grünen Jäger 13, 16 (hier 2 Stück) und 21 eingelassen sind und die Markierung „A|H“ tragen. Sie sind denkmalgeschützt.

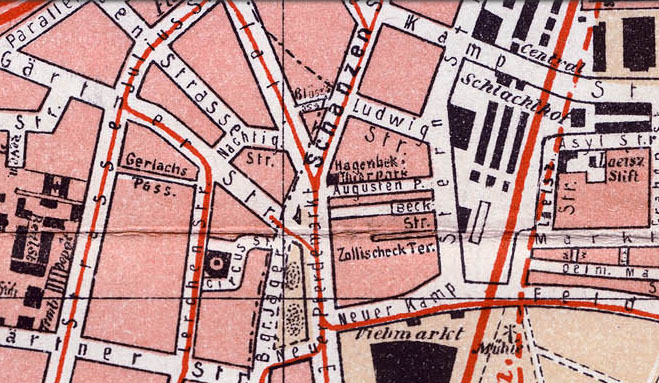
Neuer Pferdemarkt auf einer Karte von 1900
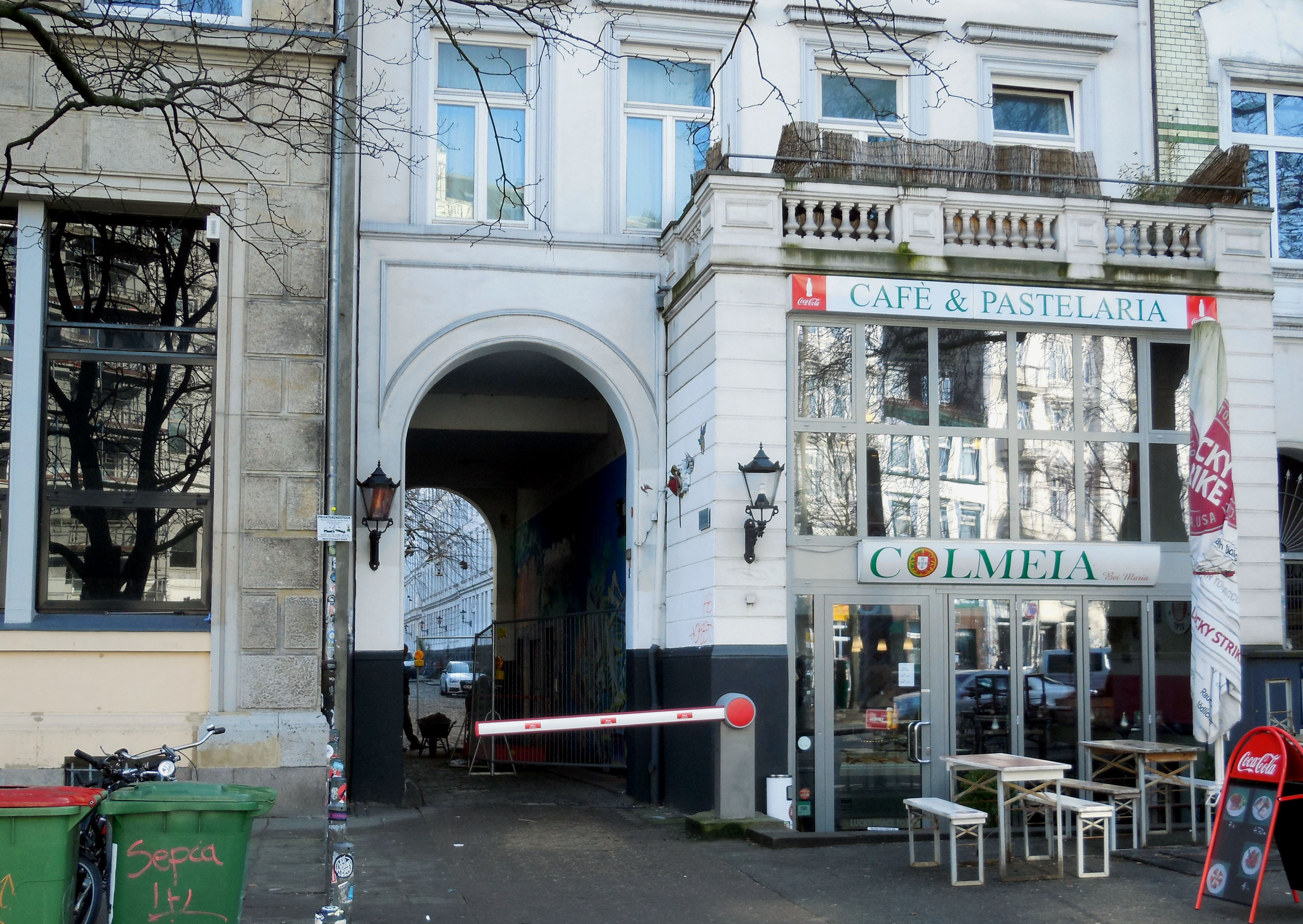
Neuer Pferdemarkt 14: Tor zur Augustenpassage
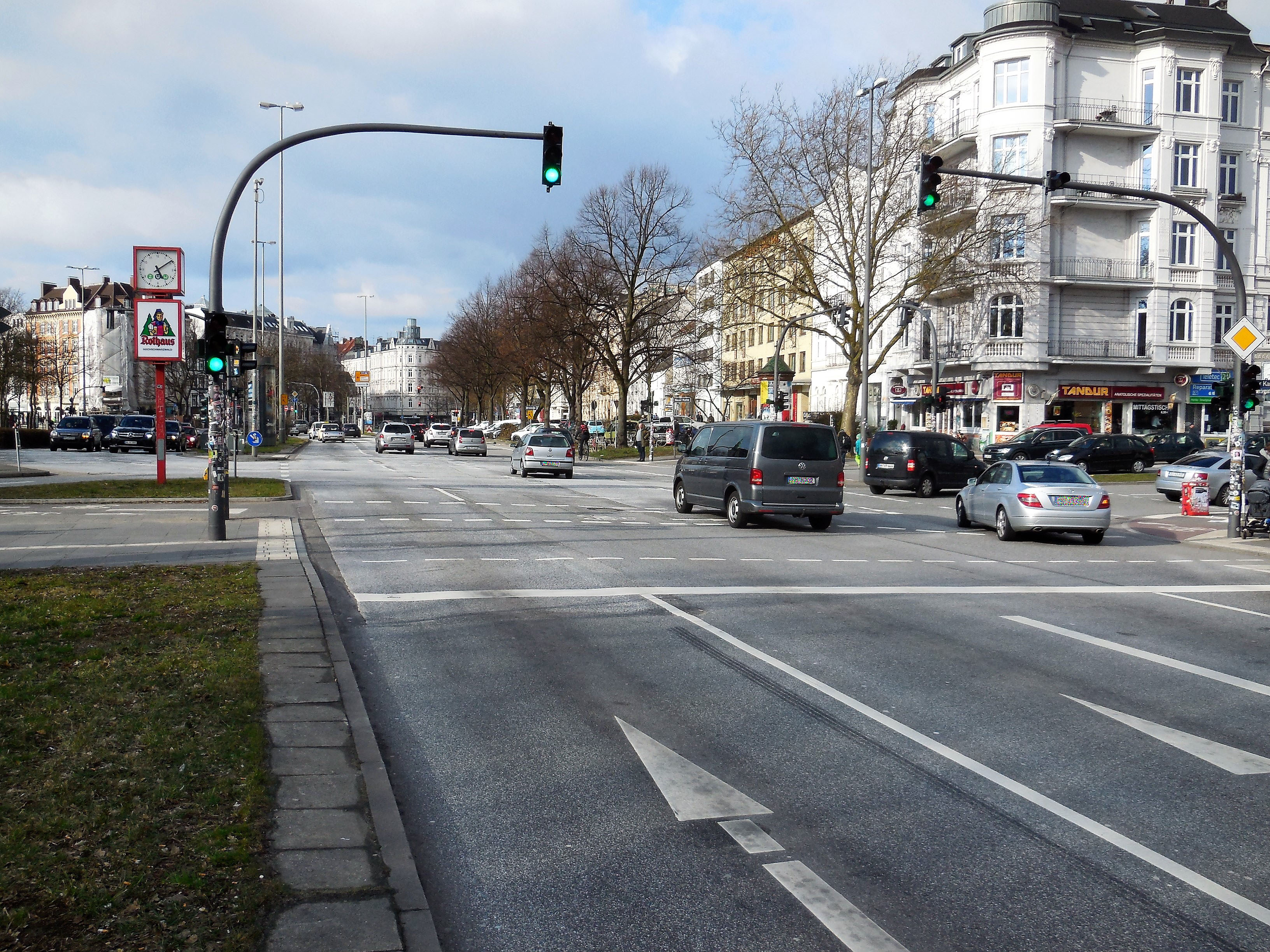
Neuer Pferdemarkt Blick nach Norden
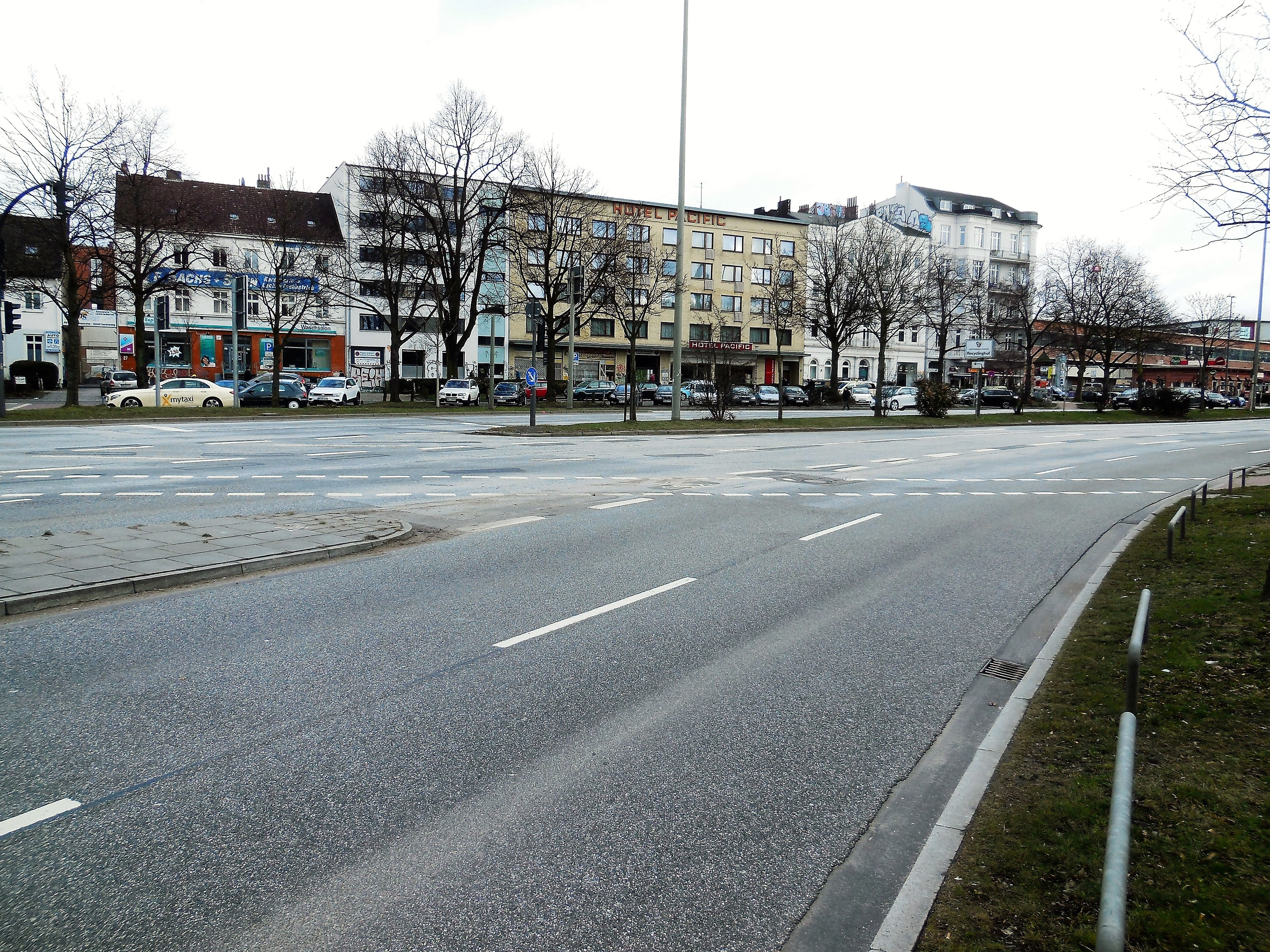
Neuer Pferdemarkt Blick nach Süden
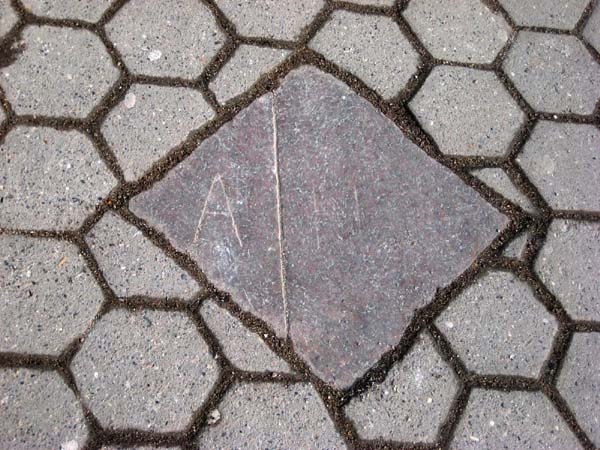
Alte Grenzmarkierung am Neuen Pferdemarkt / Beim Grünen Jäger
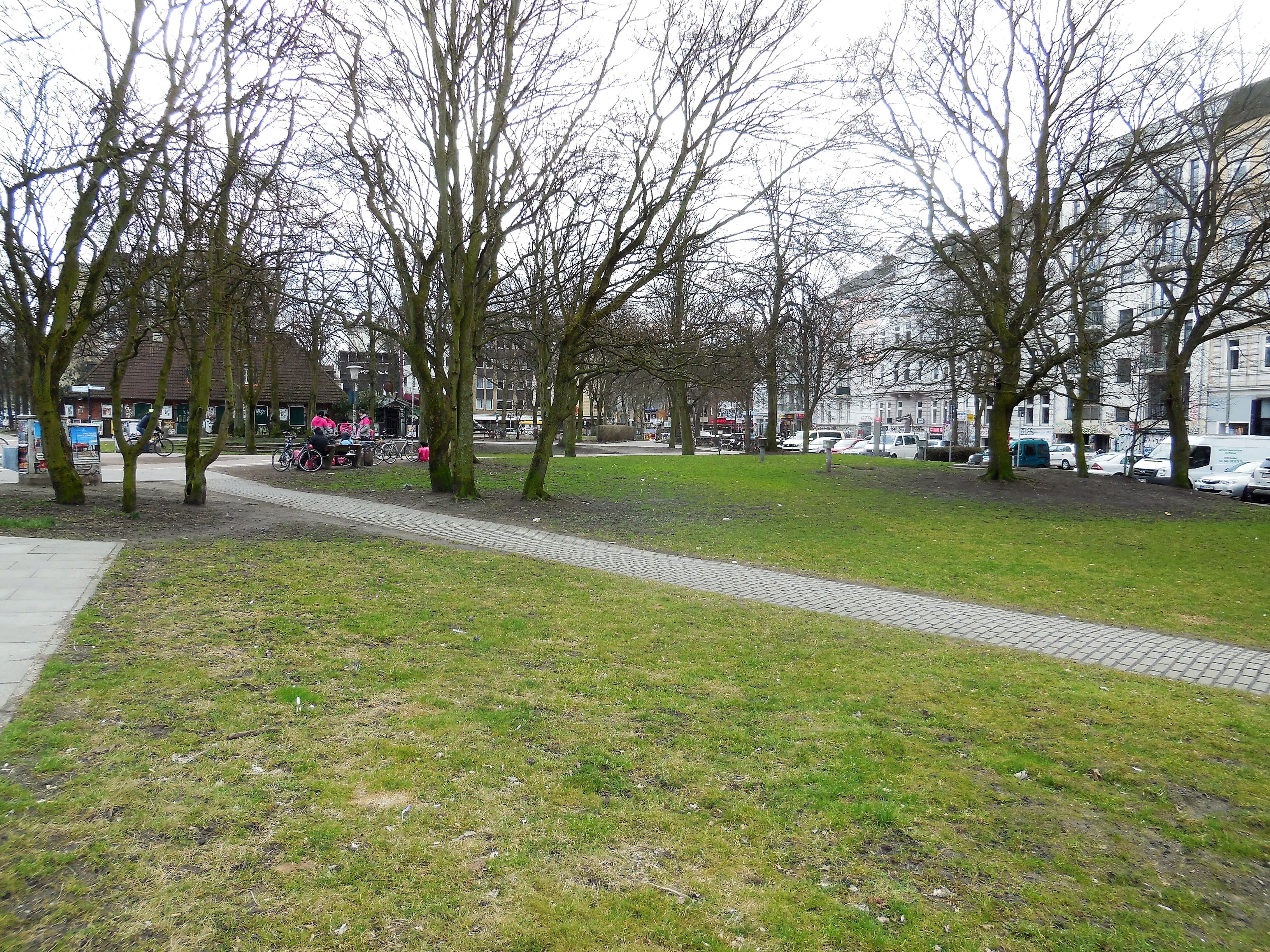
Grünzug in der Mitte des Platzes

### Straßenverlauf und Hausnummern
Die Straße Neuer Pferdemarkt beginnt beim heutigen Stand im Norden als Fortführung der Schanzenstraße mit der Hausnummer 12 und kreuzt im Süden die von Osten kommenden Straße Neuer Kamp; über diese hinweg wird die Hausnummerierung bis 35 fortgeführt.  Der weitere Verlauf der Straße ist ab diesem Punkt die Budapester Straße (vormals die Eimsbütteler Straße). Von dieser zweigt etwa 100 Meter hinter dem Berührungspunkt von Neuer Pferdemarkt mit Neuer Kamp ein schmalerer, knapp 100 Meter langer Straßenabschnitt rechtwinklig nach Westen ab, dieser führt die Adresse Neuer Pferdemarkt  mit den Hausnummern 1 an der Budapester Straße bis 6 an der weiter westlich kreuzenden Wohlwillstraße. Am südlichen Ende des Grünzugs liegt die Nummer 36, 1938 als HJ-Heim errichtet, heute (Stand 2024) als Gastronomiebetrieb genutzt.

## Nutzungen
Der Platz wurde im 19. Jahrhundert für einen Pferdemarkt genutzt und war bis 1841 Bestandteil der Straße Schulterblatt. Ab diesem Jahr erhielt er seinen jetzigen Namen, um diesen von dem Pferdemarkt in der Hamburger Altstadt zu unterscheiden. Der letztere erhielt  im Todesjahr des Schriftstellers und Nobelpreisträgers Gerhart Hauptmann (1946) den Namen Gerhart-Hauptmann-Platz.
1813/14 entstanden am westlichen Rand des Platzes Wohnhäuser, deren rückwärtige Grundstücke teilweise gewerblichen Zwecken in Verbindung mit dem Pferdemarkt dienten. Um den Platz herum siedelten sich Kommissionäre, Tierärzte und 1834 eine Fabrik für Kutschen und Wagenaufbauten an. Diese Firma, die „F. Sachs & Sohn“ ist unter der Hausnummer 27 noch bis heute tätig. Die Werkstätten-, Tankstellen- und Garagenanlage „Sauerberghof“ von 1926 im Haus Beim Grünen Jäger 11/13 ist ebenfalls denkmalgeschützt.
Die Apotheke am Neuen Pferdemarkt 12, gegründet 1825, gehört zu den ältesten Apotheken der Hansestadt und ist in ihrer ursprünglichen Form und historischen Einrichtung erhalten geblieben. Zwischen dieser Apotheke und der rechts davon mit einer Tordurchfahrt einmündenden Augustenpassage befand sich mit der Adresse Neuer Pferdemarkt 13 die erste Niederlassung von Hagenbecks Tierpark in Hamburg. Dies erscheint auf einem Stadtplan von 1900, mit dem dort eingetragenen Gebäude mit der Bezeichnung „Hagenbek Thierpark“ [sic!]. Am gleichen Straßenzug befinden sich ein Hotel sowie mehrere Restaurant- und Dienstleistungsbetriebe.
Auf der anderen Seite des Neuen Pferdemarktes liegt 300 Meter südwestlich des damaligen Tierparks mit dem erhaltenen Rundbau des vormaligen Zirkus-Theaters Schilleroper eine weitere historische Sehenswürdigkeit. 
Der innere Bereich des Platzes zwischen den Straßenzügen "Beim Grünen Jäger" und "Neuer Pferdemarkt" ist heute als kleiner, baumbestandener Grünzug ausgelegt, wobei der nördliche, von der Stresemannstraße (ehemals die "Gärtnerstraße") abgeschnittene Zipfel als öffentlicher Kraftfahrzeugparkplatz ausgebaut ist.
Ein Wiesenabschnitt des Grünzugs wurde im Juli 2017 von lokalen Sozialinitiativen auf den Namen "Arrivati Park" getauft. In unmittelbarer Nähe befindet sich an der Einmündung der Thadenstraße ein umgangssprachlich "Corner" genannter beliebter Treffpunkt.